# Borja Sánchez Laborde
Borja Sánchez Laborde (Oviedo, 26 febbraio 1996) è un calciatore spagnolo, centrocampista del Real Oviedo.

## Caratteristiche tecniche
È un centrocampista offensivo.

## Carriera
Cresciuto nel settore giovanile del Real Oviedo, nel 2012 entra a far parte del settore giovanile del Real Madrid. Dal 2015 al 2017 viene ceduto in prestito a Fuenlabrada e Maiorca, periodo nel quale riesce anche a debuttare fra le file del Real M. Castilla in Segunda División B. Nell'agosto 2017 fa ritorno in prestito al Real Oviedo, trasferimento che diventa definitivo al termine della stagione.
Il 2 luglio 2023 il calciatore rimane svincolato. Viene tesserato dunque dai messicani del León, campioni in carica della CONCACAF Champions League.